# Varsselring
Der Varsselring, auch bekannt als Circuit Varssel, ist eine Motorsport-Rennstrecke in den Niederlanden. Der Straßenkurs liegt in der Provinz Gelderland zwischen Hengelo und der Buurtschap Varssel.

## Geschichte
Der Kurs wurde erstmals am 19. und 20. August 1967 im Rahmen eines Rennens für 50-cm³-Motorräder befahren.

## Streckenbeschreibung
Die 4,8 km lange Strecke zeichnet sich durch eine schmale, viereckige Streckenführung mit langen, schnellen Abschnitten aus. Die Streckenbreite beträgt auf einigen Abschnitten gerade mal 5 m. Die längste Gerade wurde 2001 mit einer Schikane ausgestattet. Zuvor hatte es bereits eine temporäre Schikane auf der Geraden gegeben.

## Veranstaltungen
Auf der Rennstrecke werden jedes Jahr zu Christi Himmelfahrt Straßenrennen für Motorräder von der Hengelose Auto en Motor Vereniging (HAMOVE) organisiert. Dazu gehören zwei Rennen der International Road Racing Championship (IRRC). Von 2003 bis 2009 startete der vom HAMOVE mit initiierte Three Nations Cup als Vorgänger der IRRC auf der Piste.